# Moratoc
Moratok (Moratoc), slabo poznato pleme Algonquian Indijanaca (iz 16. i 17. stoljeća) sa sjeverne obale rijeke Roanoke u Sjevernoj Karolini, nekih 160 milja (250 km) uzvodno, što se vjerojatno računa od Raleighovog naselja na Roanoke Islandu. Moratoci su jezično bili srodni plemenima Chowanoc, Hatteras, Pamlico, Powhatan i Weapemeoc. Glavno i istoimeno naselje bilo je Moratoc. O plemenu je poznato tek po pričama iz Raleighove ekspedicije, a o njihovom brojnom stanju zna se tek da je bilo brojno. Po kulturi su pripadali Sjeveroistočnom-šumskom području. 
Prvi kontakt s njima čini Ralph Lane koji putuje 1585. uz rijeku Moratoc (danas Roanoke) i nailazi na njihovo napušteno naselje. Među Algonquiance ih klasificira Maurice Allison Mook.

## Vanjske poveznice
- Indian Tribe History: Moratoc  Arhivirana inačica izvorne stranice od 29. kolovoza 2008. (Wayback Machine)
- Algonkian Ethnohistory, Part 2